# りゅう座RW星
りゅう座RW星は、太陽系から見てりゅう座の方向、約5,200光年の距離にある恒星。恒星の進化の過程では、主系列を離れて準巨星、赤色巨星分枝と進化した後の「水平分枝」と呼ばれる段階にある。中心核のヘリウムが核融合で炭素となるトリプルアルファ反応で生じるエネルギーで輝いており、赤色巨星分枝の段階と光度はほぼ変わらず、より高温のスペクトルとなっている。ヘルツシュプルング・ラッセル図の上では、脈動変光星として活動する「不安定帯」と呼ばれる区域にプロットされており、変光星総合カタログではこと座RR型変光星に分類されており、0.442917日の周期で1.03等級の振幅で変光する。
1907年、帝政ロシアの天文学者セルゲイ・ニコラエヴィッチ・ブラツコによって変光周期と変光の振幅が変化する現象が初めて発見された。この現象は彼の名前にちなんで「ブラツコ効果」と呼ばれており、その発生機構は発見から100年以上が経った2020年代においても解明されていない。